# Stazione di Piscanali
La stazione di Piscanali era una fermata ferroviaria nel territorio comunale di Donori, lungo la ferrovia Cagliari-Isili.

## Storia
La fermata fu realizzata nelle campagne a nord-ovest di Donori dalle Ferrovie Complementari della Sardegna, risultando in uso negli anni sessanta, e fu attiva per buona parte della sua storia come fermata a richiesta. Passata nel 1989 alle Ferrovie della Sardegna, la struttura venne ancora impiegata per alcuni anni prima di essere dismessa.

## Strutture e impianti
L'impianto, rimasto inalterato anche dopo la dismissione, si configurava come una fermata passante in linea e dal punto di vista ferroviario comprendeva quindi il solo binario di corsa, a scartamento ridotto da 950 mm, con annessa banchina, su cui è posta una pensilina in muratura. La fermata sorgeva inoltre a ridosso di un passaggio a livello ed a breve distanza da una ex casa cantoniera.

## Movimento
Lo scalo fu servito dai treni viaggiatori delle FCS ed in seguito delle FdS: data la posizione isolata ed i bassi volumi di traffico fu per buona parte della sua storia attivo solo come fermata a richiesta, tuttavia negli anni novanta la sosta a Piscanali risultava prescritta dagli orari di servizio.